# Finska mästerskapet i bandy 1988/1989
Finska mästerskapet i bandy 1988/1989 spelades som dubbelserie följd av slutspel. Botnia från Helsingfors vann mästerskapet.

## Mästerskapsserien

### Slutställning
| Lag                          | Spelade | Vinster | Oavgjorda | Förluster | Målskillnad | Poäng |
| ---------------------------- | ------- | ------- | --------- | --------- | ----------- | ----- |
| IFK Helsingfors              | 18      | 14      | 0         | 4         | 118–61      | 28    |
| Botnia-69                    | 18      | 11      | 2         | 5         | 83–54       | 24    |
| Borgå Akilles                | 18      | 11      | 0         | 7         | 83–64       | 22    |
| OLS                          | 18      | 11      | 0         | 7         | 91–77       | 22    |
| Lappeenrannan Veiterä        | 18      | 10      | 0         | 8         | 84–70       | 20    |
| Warkauden Pallo -35          | 18      | 9       | 1         | 8         | 75–68       | 19    |
| OPS                          | 18      | 9       | 1         | 8         | 66–76       | 19    |
| Veitsiluodon Vastus          | 18      | 8       | 1         | 9         | 76–68       | 17    |
| Jyväskylän Seudun Palloseura | 18      | 3       | 1         | 14        | 52–79       | 7     |
| Rovaniemen Palloseura        | 18      | 1       | 2         | 15        | 34–133      | 4     |

RoPS åkte ur serien direkt. JPS kvar efter kvalspel, nykomling blev Porin Narukerä.

### Grundseriens skytteliga
| Placering | Spelare           | Lag     | Mål |
| --------- | ----------------- | ------- | --- |
| 1.        | Marko Kilpeläinen | OPS     | 30  |
| 2.        | Samuli Niskanen   | OLS     | 29  |
| 2.        | Heikki Raitavuo   | HIFK    | 29  |
| 4.        | Veikko Niemikorpi | HIFK    | 27  |
| 5.        | Leo Segerman      | Veiterä | 26  |

## Semifinaler
Semifinaler spelades i dubbelmöte, där det sämre placerade laget i serien började på hemmaplan.
| Lag 1         | Resultat | Lag 2           | Match 1   | Match 2    |
| ------------- | -------- | --------------- | --------- | ---------- |
| OLS           | 13–4     | IFK Helsingfors | 7–4 (4–1) | 6–0 (0–0)  |
| Borgå Akilles | 1–20     | Botnia-69       | 1–6 (0–1) | 0–14 (0–8) |

## Finaler
| Lag 1     | Resultat      | Lag 2 |
| --------- | ------------- | ----- |
| Botnia-69 | 5–4/4–4 (0–3) | OLS   |

Tre förlängningar spelades.

## Slutställning
| Placering | Lag             |
| --------- | --------------- |
| 1.        | Botnia-69       |
| 2.        | OLS             |
| 3.        | IFK Helsingfors |
| 4.        | Borgå Akilles   |

## Finska mästarna
Botnia-69: Tapio Tarvainen, Timo Niemi; Ari Kukkonen, Jari Hattunen, Mika Halonen, Kaj Peltonen; Martti Tervo, Pekka Kurki, Esko Korhonen, Jukka Korhonen, Jukka Vauhkonen, Petri Manninen, Petri Laakso, Jaakko Hyttinen; Iiro Järvitalo, Janne Hölttö, Juha Snellman, Jukka Salmivaara, Ari Hirvonen, Jarmo Kehusmaa, Petteri Pitkänen. Tränare Antti Parviainen.